# Bahnradsport-Weltmeisterschaften 1978

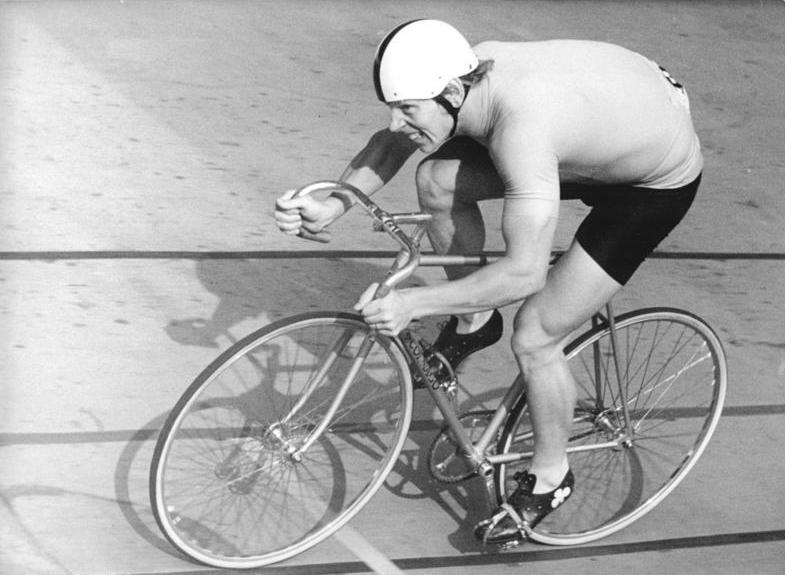
DDR-Fahrer Lothar Thoms wurde Amateur-Weltmeister im 1000-m-Zeitfahren.

Die Bahnradsport-Weltmeisterschaften 1978 fanden vom 16. bis 21. August 1978 im Olympia-Radstadion im Münchner Olympiapark statt. 36 Nationen waren am Start.
Diese Titelkämpfe wurden von den niederländischen Fahrern und denen aus beiden deutschen Staaten dominiert; damit war die traditionelle Übermacht der Franzosen und Italiener vorerst beendet. Für die Gastgeber war besonders enttäuschend, dass der Vierer des Bundes Deutscher Radfahrer im Jahr nach dem Rücktritt des Bundestrainers Gustav Kilian nur Platz fünf belegte; die DDR gewann Gold. Für die DDR wiederum war der fünfte Platz ihres überragenden Sprint-Talents Lutz Heßlich enttäuschend. Bei den Amateur-Stehern errang der Berliner Rainer Podlesch seinen ersten von zwei Weltmeister-Titeln hinter seinem Schrittmacher Dieter Durst.
Im Sprint der Profis belegte der Münchener Dieter Berkmann überraschend den zweiten Platz hinter dem überragenden Japaner Kōichi Nakano und war damit der erste Deutsche, dem dies nach Albert Richter im Jahre 1935 gelang. Der erfolgreiche deutsche Straßenprofi Gregor Braun kehrte anlässlich dieser WM auf heimischem Boden auf die Bahn zurück und sicherte sich den Titel in der Einerverfolgung. Bei den Profi-Stehern errang der Kölner Wilfried Peffgen seinen zweiten von insgesamt drei Weltmeister-Titeln hinter seinem Schrittmacher Dieter Durst. Mit zwei Weltmeistertiteln war Dieter Durst der erfolgreichste Sportler dieser UCI-Bahnweltmeisterschaften.
In der Einerverfolgung der Frauen kam es zu einer umstrittenen Entscheidung: Das Finale wurden zwischen den beiden Niederländerinnen Keetie van Oosten-Hage und Anne Riemersma ausgetragen. Die Schwämme auf der Radrennbahn, die bewirken sollen, dass die Fahrerinnen ihre Fahrlinie einhalten, lösten sich, und das Klebeband verwickelte sich im Hinterrad der Maschine der bis dahin Führenden van Osten-Haage. Daraufhin schloss die Jury das Rennen 1000 Meter vor dem Ziel ab und erklärte sie zur Weltmeisterin. Riemersma, die überzeugt war, dass sie den Rückstand noch hätte aufholen können, fühlte sich um den WM-Titel betrogen.

## Resultate Frauen
| Disziplin                | Platz | Land               | Athlet                   |
| ------------------------ | ----- | ------------------ | ------------------------ |
| Sprint                   | 1     | Sowjetunion 1955   | Galina Zarjowa           |
|                          | 2     | Vereinigte Staaten | Sue Novara               |
|                          | 3     | Tschechoslowakei   | Iva Zajíčková            |
| Einerverfolgung (3000 m) | 1     | Niederlande        | Cornelia van Oosten-Hage |
|                          | 2     | Niederlande        | Anne Riemersma           |
|                          | 3     | Italien            | Luigina Bissoli          |

## Resultate Männer

### Profis
| Disziplin                | Platz | Land                       | Athlet                                 |
| ------------------------ | ----- | -------------------------- | -------------------------------------- |
| Sprint                   | 1     | Japan                      | Kōichi Nakano                          |
|                          | 2     | Deutschland Bundesrepublik | Dieter Berkmann                        |
|                          | 3     | Japan                      | Yoshinobu Sugano                       |
| Einerverfolgung (5000 m) | 1     | Deutschland Bundesrepublik | Gregor Braun                           |
|                          | 2     | Niederlande                | Roy Schuiten                           |
|                          | 3     | Belgien                    | Jean-Luc Vandenbroucke                 |
| Steherrennen (1 Stunde)  | 1     | Deutschland Bundesrepublik | Wilfried Peffgen (hinter Dieter Durst) |
|                          | 2     | Niederlande                | Martin Venix (hinter Norbert Koch)     |
|                          | 3     | Niederlande                | Cees Stam (hinter Bruno Walrave)       |

### Amateure
| Disziplin                      | Platz | Land                                    | Athlet                                                          |
| ------------------------------ | ----- | --------------------------------------- | --------------------------------------------------------------- |
| Sprint                         | 1     | Tschechoslowakei                        | Anton Tkáč                                                      |
|                                | 2     | Deutschland Demokratische Republik 1949 | Emanuel Raasch                                                  |
|                                | 3     | Deutschland Demokratische Republik 1949 | Christian Drescher                                              |
| Zeitfahren (1000 m)            | 1     | Deutschland Demokratische Republik 1949 | Lothar Thoms                                                    |
|                                | 2     | Kanada                                  | Jocelyn Lovell                                                  |
|                                | 3     | Deutschland Demokratische Republik 1949 | Rainer Hönisch                                                  |
| Tandem                         | 1     | Tschechoslowakei                        | Vladimír Vačkář/Miroslav Vymazal                                |
|                                | 2     | Vereinigte Staaten                      | Jerry Ash/Leigh Barczewski                                      |
|                                | 3     | Niederlande                             | Lau Veldt/Sjaak Pieters                                         |
| Einerverfolgung (4000 m)       | 1     | Deutschland Demokratische Republik 1949 | Detlef Macha                                                    |
|                                | 2     | unbekannt                               | nicht vergeben                                                  |
|                                | 3     | Deutschland Demokratische Republik 1949 | Uwe Unterwalder                                                 |
| Mannschaftsverfolgung (4000 m) | 1     | Deutschland Demokratische Republik 1949 | Matthias Wiegand/Volker Winkler/ Gerald Mortag/Uwe Unterwalder  |
|                                | 2     | Sowjetunion 1955                        | Igor Pilipenko/Wassili Erlich/ Witali Petrakow/Wladimir Ossokin |
|                                | 3     | Schweiz                                 | Hans Känel/Walter Baumgartner/ Robert Dill-Bundi/Urs Freuler    |
| Punktefahren (50 km)           | 1     | Belgien                                 | Noël Dejonckheere                                               |
|                                | 2     | Schweiz                                 | Walter Baumgartner                                              |
|                                | 3     | Frankreich                              | Jean-Jacques Rebière                                            |
| Steherrennen (50 km)           | 1     | Deutschland Bundesrepublik              | Rainer Podlesch (hinter Dieter Durst)                           |
|                                | 2     | Niederlande                             | Mattheus Pronk (hinter Norbert Koch)                            |
|                                | 3     | Niederlande                             | Martin Rietveld (hinter Joop Stakenburg)                        |